# All Because of You
«All Because of You» es una canción de la banda de rock alternativo irlandesa U2 y la sexta canción de su álbum de 2004 How to Dismantle an Atomic Bomb.
La canción fue lanzada como segundo sencillo solo en América del Norte, y fue lanzada para las radios en los Estados Unidos al mismo tiempo que la fecha de publicación del disco (el primer sencillo,  Vertigo, había sido lanzado antes del lanzamiento del álbum).

## Canciones
Versión 1
1. «All Because of You» (sencillo Mix) (3:19)
2. «She's a Mystery to Me» (en vivo en Brooklyn) (2:42)

Versión 2
1. «All Because of You» (sencillo Mix) (3:19)
2. «Miss Sarajevo» (en vivo en Milán) (5:15)
3. «A Man and a Woman» (Versión acústica) (4:27)

Versión 3
1. «All Because of You» (Video) (3:34)
2. «City of Blinding Lights» (Video) (4:35)
3. «All Because of You» (sencillo Mix) (3:19)

Versión 4
1. «All Because of You» (Versión álbum) (3:34)
2. «Fast Cars» (Jacknife Lee Mix) (3:28)

Versión 5
1. «All Because of You» (en vivo en Chicago) (3:34)
2. «Fast Cars» (Jacknife Lee Mix) (3:28)

## Éxito en las listas
La canción debutó en el número veintisiete en el Billboard Modern Rock Tracks y llegó a alcanzar el puesto 6. Luego entró en el top 40 del Billboard Mainstream Rock Tracks durante tres semanas después de su lanzamiento y alcanzó el puesto 20, sin embargo, el sencillo descendió posiciones rápidamente. 
La canción logró un éxito mucho menor que el segundo sencillo de los anteriores dos álbumes de U2, los cuales pasaron varios meses en el Billboard Hot 100.
All Because of You fue lanzado en el Reino Unido el 10 de octubre de 2005 y se añadió a la lista de XFM de Londres y la BBC Radio 1. La canción finalmente llegó a la lista principal el 28 de septiembre y también se hizo presente en la BBC Radio 2. 
All Because of You subió al número diez en listas en las radios el 10 de octubre, después de un mes entre el puesto 40 y 50 y entró en la lista de sencillos en el puesto 4, pero salió del top 40 solo dos semanas después.

## Presentaciones en vivo
All Because of You fue tocada en la gran mayoría de los conciertos del Vertigo Tour de U2, a pesar de que fue progresivamente dejándose de lado a lo largo de la gira. 
Bono la ha presentado en vivo, según sus palabras, como "una canción de amor a The Who", reconociendo a la banda inglesa como la principal influencia de la canción, y además toca la pandereta en las actuaciones en vivo de la canción.

## Vídeo musical
El vídeo musical para esta canción fue filmado en la ciudad de Nueva York. La banda tocó a bordo de un camión alrededor de Manhattan, sorprendiendo a muchos neoyorquinos con la grabación en directo. 
El éxito de U2 a través de Nueva York los llevó desde Manhattan a Brooklyn, donde se llevó a cabo un pequeño concierto sorpresa.

## Posición en listas
| Lista (2005)              | Posición |
| ------------------------- | -------- |
| Australia ARIA            | 23       |
| Austrian Singles Chart    | 37       |
| Bélgica Ultratop 50       | 27       |
| Bélgica Ultratop 40       | 36       |
| Canadian Hot 100          | 1        |
| Alemania Dutch MegaCharts | 4        |
| Irish Singles Chart       | 4        |

| Lista (2005)                             | Posición |
| ---------------------------------------- | -------- |
| Productores de Música de España          | 2        |
| Italia                                   | 2        |
| Noruega                                  | 13       |
| Sverigetopplistan                        | 37       |
| UK Singles Chart                         | 4        |
| EE. UU. Billboard Modern Rock Tracks     | 6        |
| EE. UU. Billboard Mainstream Rock Tracks | 20       |